# Васисово
Васисово (рос. Васисово) — присілок в Малоярославецькому районі Калузької області Російської Федерації.
Населення становить 8 осіб. Входить до складу муніципального утворення Присілок Березовка.

## Історія
Від 2004 року входить до складу муніципального утворення Присілок Березовка.

## Населення
| 2002 | 2010 |
| ---- | ---- |
| 13   | ↘8   |